# 대시캠

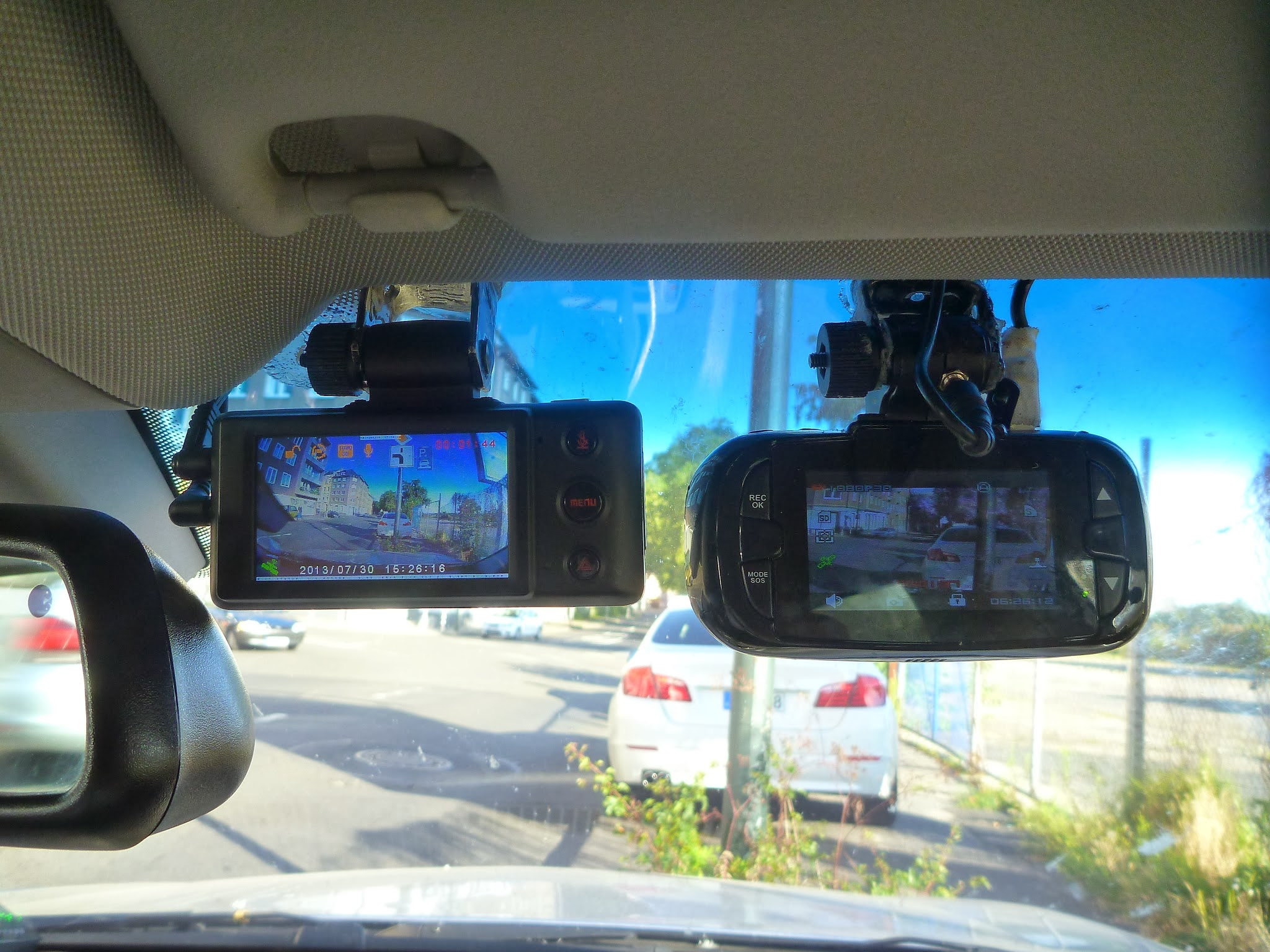
윈드실드 위의 2대의 대시캠

대시캠(dashcam), 대시보드 카메라(dashboard camera)는 차량의 전면 유리창, 때로는 후면 또는 기타 창문을 통해 시야를 지속적으로 기록하는 온보드 카메라이다. 일부 대시캠에는 자동차 내부를 360도 카메라 내부에서 녹화하는 카메라가 일반적으로 공 형태로 포함되어 있으며 4G를 사용하여 사진과 비디오를 자동으로 보낼 수 있다.
EDR 및 일부 대시캠은 가속/감속 중력, 속도, 조향 각도, GPS 데이터, 전원 전압(차량의 전기망) 등도 기록한다.
광각 130°, 170° 이상의 전면 카메라는 흡입 컵이나 접착 테이프 마운트를 통해 실내 앞유리, 백미러(클립 고정) 또는 대시보드 상단에 부착할 수 있다. 후면 카메라는 일반적으로 후면 창이나 등록 플레이트에 장착되며 RCA 비디오는 디스플레이 모니터/화면으로 출력된다.
해상도는 동영상의 전반적인 품질을 결정한다. 풀 HD 또는 1080p(1920×1080)는 대시 HD 캠의 표준이다. 대시보드 카메라는 전면 카메라의 경우 1080p, 1296p(중국 대시캠에 공통), 1440p 이상의 해상도, 후면 카메라의 경우 720p를 지원하며 f/1.8 조리개 및 야간 투시 모드를 포함한다.
대시캠은 교통사고 발생 시 비디오 증거를 제공할 수 있다. 주차 시 대시캠은 360° 주차 모니터에서 기물 파손 행위가 감지되면 비디오 및 사진 증거를 캡처하여 일반적으로 4G를 사용하는 소유자에게 보낼 수 있다.

## 같이 보기
- 안드로이드 오토
- IP 카메라
- 하이다이내믹레인지 이미징